# Chiesa di San Martino Vescovo (Biassono)
La chiesa di San Martino Vescovo è la parrocchiale di Biassono, in provincia di Monza e Brianza e arcidiocesi di Milano; fa parte del decanato di Lissone.

## Storia
Nel Liber Notitiae Sanctorum Mediolani la cappella di Biassono è elencata tra quelle dipendenti dalla pieve di Desio; questa situazione è confermata nella Notitia cleri del 1380 e nel Liber seminarii mediolanensis del 1564.
Dalla relazione della visita pastorale del 1758 del delegato Antonio Verri si legge che il numero dei fedeli era pari a 851 e che nella parrocchiale avevano sede la confraternita del Santissimo Sacramento e la società della Santissima Croce.
Nel 1899 l'arcivescovo Andrea Carlo Ferrari, compiendo la sua visita, trovò che la chiesa, in cui aveva sede la confraternita del Santissimo Sacramento, aveva come filiali gli oratori della Beata Vergine della Cintura, della Beata Vergine del Rosario e della Beata Vergine di Lourdes.
Tra il 1903 e il 1904 l'edificio venne interessato da un intervento di ampliamento e di rifacimento; la chiesa, restaurata nel 1967, fu consacrata l'11 novembre 1968.
La parrocchiale venne ristrutturata ed adeguata alle norme postconciliari tra il 2009 e il 2011.

## Descrizione

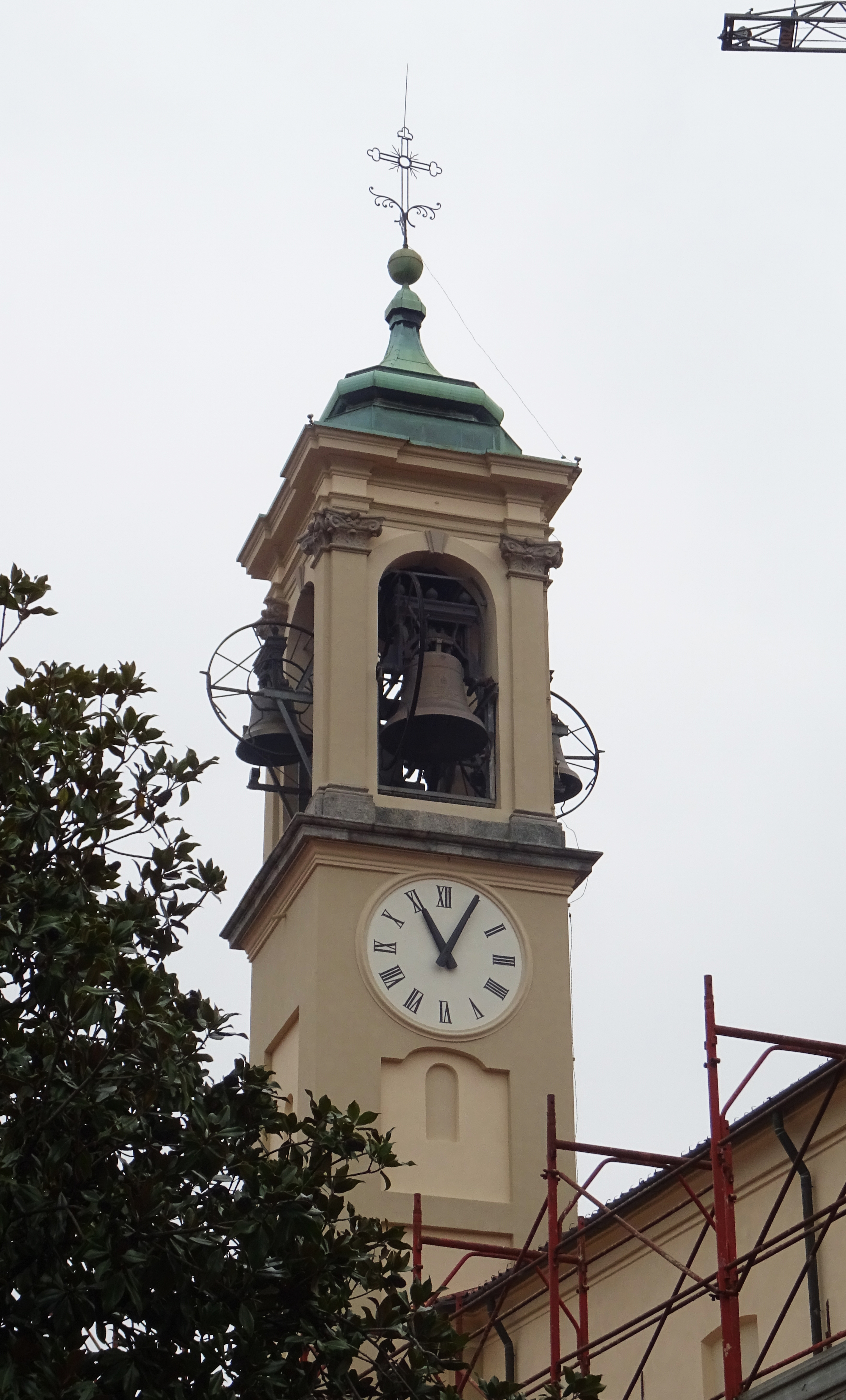
Il campanile

### Esterno
La facciata a salienti della chiesa, rivolta a sudovest, è suddivisa da una cornice marcapiano in due registri, entrambi scanditi da lesene; quello inferiore, più largo e d'ordine tuscanico, presenta tre portali d'ingresso e due finestrelle, mentre quello superiore, in stile ionico, è affiancato da volute, caratterizzato da un finestrone e coronato dal timpano di forma triangolare.
Annesso alla parrocchiale è il campanile a base quadrata, la cui cella presenta su ogni lato una monofora a tutto sesto affiancata da lesene ed è coronata dalla cupola a cipolla.

### Interno
L'interno dell'edificio si compone di tre navate, separate da colonne sorreggenti archi a tutto sesto, sopra i quali corre la trabeazione modanata e aggettante su cui si impostano le volte, a botte sulla navata centrale e a crociera su quelle laterali; al termine dell'aula si sviluppa il presbiterio, rialzato di alcuni gradini, ospitante l'altare maggiore e chiuso dall'abside.